# Georg Semper

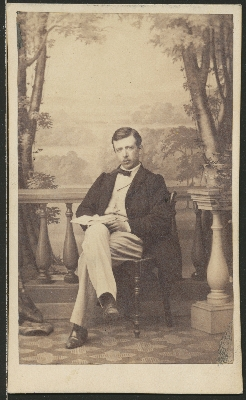
Georg Semper 1863, CdV von G.H. Julius Lüttgens (1832–1889)

Johann Georg Semper (* 3. August 1837 in Altona; † 21. Februar 1909 in Ottensen) war ein deutscher Fabrikant und Insektenkundler, der sich insbesondere mit Schmetterlingen beschäftigte.

## Leben und Wirken als Kaufmann
Georg Semper war ein Sohn des Fabrikanten Johann Karl Semper (* 14. März 1796 in Hamburg; † 5. Februar 1881 in Altona) und dessen zweiter Ehefrau Louise, geborene Reincke (* 1. Februar 1811 in Altona; † 28. April 1877 ebenda). Zu seinen Stiefbrüdern aus der ersten Ehe des Vaters gehörten Carl Semper und der Fabrikant, Konchyliologe und Paläontologe Otto Semper (1830–1907).
Sempers Vater gehörte seit dem 1. Mai 1822 die Paap-Sempersche Wollgarnfabrik. Dieses Unternehmen bestand seit 1651 aus einer von Ewert Boehmer und Dierck Willemsen Paap geschaffenen Strumpffabrik und der von Johann Wilmsen Paap gegründeten Fabrik für Wollen-Garne. Georg Semper arbeitete zunächst im väterlichen Unternehmen und übernahm nach dem Tod des Vaters 1881 gemeinsam mit seinem Bruder Otto die Unternehmensleitung. 1890 erweiterten sie die Fabrik und zogen an einen neuen Standort in Bahrenfeld. Otto Semper schied zu dieser Zeit aus dem Unternehmen aus.
Anstelle Otto Sempers arbeitete Georg Sempers jüngerer Bruder, Dr. Carl August Semper, im Unternehmen mit. Hinzu kamen die neuen Teilhaber Lübbe und Andresen. Nachdem Lübbe verstorben war, fusionierte das Unternehmen der Sempers mit dem Konzern „Norddeutsche Wollkämmerei & Kammgarnspinnerei, Bremen“. Die Sempers leiteten die als „Filiale Bahrenfeld“ bezeichnete Fabrik weiter.
Georg Semper war seit dem 16. Oktober 1869 mit Maria Elisabeth Gaensly (* 19. Juli 1850 in Eppendorf; † 14. April 1928 in Niendorf) verheiratet. Das Ehepaar hatte zwei Töchter und zwei Söhne.

## Bedeutung als Lepidopterologe
Semper beschäftigte sich mit Lepidopterologie. Anfangs forschte er zu den Schmetterlingen um Hamburg und fand auf dem Anwesen einer Eltern auf dem Blankeneser Kösterberg eine seltene und äußert begehrten Eulenfalter namens „Agrotis lidia Cramer“, der dort ab 1857 regelmäßig vorkam.
Von 1866 bis 1874 bemühte sich Semper aus vermutbar geschäftlichen Gründen um die Zucht des aus China stammenden Seidenspinners Bombyx mori L. Semper wählte dazu die Tiere aus, die resistent gegen Kälte waren. Es sollte ein Stamm entstehen, der im norddeutschen Klima unter freiem Himmel lebensfähig war. 1873 erreichten 65 % der in Freilandhaltung herangewachsenen Tiere das Puppenstadium. Die von ihnen produzierte Seide kam jedoch qualitativ nicht an Seide von denselben Tieren heran, die in geschlossenen Räumen gehalten worden waren.
Gemeinsam mit Museum Godeffroy und dessen Custos Johannes Dietrich Eduard Schmeltz forschte Semper zu exotischen Schmetterlingen. Danach beschäftigte er sich mit Exponaten, die sein Bruder Karl auf den Philippinen zusammengetragen hatte. Hierzu schrieb er zwei umfangreiche Foliobände mit Farbtafeln. Diese Werke waren für die Zoogeographie wichtig. Die zu den Publikationen gehörenden Exponate übernahmen das Zoologische Museum in Berlin und Semper, der sie von seinem Bruder bekommen hatte, selbst. Insbesondere die Exponate von den Philippinen gingen später an das Senckenberg Naturmuseum. Die Schmetterlinge aus Indo-Australien übernahm der Sammler Julius Weiß aus Deidesheim, der eine Spezialsammlung pflegte. 1920 ging diese an die Insektenhandlung Staudinger & Bang-Haas in Dresden, die sie verkauften. 
Nach den Arbeiten zu den Schmetterlingen von den Philippinen beschäftigte sich Semper wieder mit heimischen Lebewesen. Diese Exponate, die teilweise bedeutende Belegexemplare darstellten, übernahm später das Altonaer Museum. Hinzu kam eine gut geführte Sammlung von Dipteren und mehrerer anderer Insektengruppen.

## Werke
- Georg Semper: Die Tagfalter. In: Carl Semper (Hrsg.): Reisen im Archipel der Philippinen. Band 5. C.W. Kreidel, Wiesbaden (harvard.edu).
- Georg Semper: Die Nachtfalter. In: Carl Semper (Hrsg.): Reisen im Archipel der Philippinen. Band 6. C.W. Kreidel, Wiesbaden 1896 (harvard.edu).
- Georg Semper: Beitrag zur Rhopalocerenfauna von Australien. In: Journal des Museum Godeffroy. Band 5, Nr. 12, 1876, ZDB-ID 576001-X, S. 138–194 (biodiversitylibrary.org – Bei denen zu Beginn nur mit Nachnamen benannten Personen handelt es sich um Amalie Dietrich, Eduard Dämel und Othmar Rietmann (1831–1869)[5]).